# LYMRAM
LYMRAM（リムラム）は、日本の6人組ロックバンド。大阪を拠点に全国で活動。

## メンバー
- TOMO（トモ）
  - ボーカル担当。出身地：香川。血液型：A型。誕生日：4月20日。
- HIROKI（ヒロキ）
  - ボーカル担当。出身地：大阪。血液型：O型。誕生日：5月9日。
- JUN（ジュン）
  - キーボード担当。出身地：東京生まれ神戸育ち。血液型：O型。誕生日：11月17日。
- YOSHINO（ヨシノ）
  - ドラム担当。出身地：大阪。血液型：B型。誕生日：6月11日。愛称は"パイセン"。
- TAKASHI（タカシ）
  - ベース担当。出身地：徳島。血液型：O型。誕生日：5月14日。
- INOTATSU（イノタツ）
  - ギター担当。出身地：和歌山。血液型：O型。誕生日：10月14日。

## 概要
- バンド名は、柑橘のライム（lime）とリリックを踏むライム（rhyme）の2つを合わせて作った造語が「LYM(リム)」で、「RAM」はRandom Access Memoryの略。

## 来歴
- 2004年
  - 9月　TOMO/JUNが中心となりLYMRAM結成

- 2005年
  - 4月　UZUMAKI主催「ガンギマナイト」初出演
  - 7月　「SUMMERCAMP」にてUZUMAKI/マキシマム ザ ホルモン/ROTTENGRAFFTY/ジェット機/etc...と初共演

- 2006年
  - 2月　初LYMRAM主催イベント「GUNRAM」にて、大阪 心斎橋DROPにて400人SOLD OUTにし話題となる
  - 7月　2年連続で「SUMMERCAMP」＠大阪BIGCAT出演

- 2007年
  - 8月　インソレンス (Insolence)とセッションライブを成功させる
  - 9月　ROTTENGRAFFTY/NOBUYAプロデュースの元　CCRE株式会社/gil soundworksより1stアルバム『LYMRAM』を発売しデビュー
  - 11月 初ツアー「BURST WEST HIP TOUR」出演
　GELUGUGU/MARSAS SOUND MACHINE/REAL REACHと共に参加し大阪公演ではトリを務める
  - 12月　ファッショ雑誌「Spy Master」にインタビュー掲載

- 2008年
  - TOMOがアパレルブランド「Subciety」のカタログモデルに抜擢
  - 6月　LYMRAM主催「SHALYRA〜シャリラ〜」を東京/大阪にて開催

- 2009年
  - 4月　1stシングル「www.」発売
  - 8月　2ndシングル「いつかどこかで」発売
  - 9月　gil soundworksより帯同していたマネージャー/GangChang氏とStar Entertainmentに所属

- 2010年
  - 7月　「GAGNER FESTIVAL」初出演　w/175R/etc...共演
  - 10月　LYMRAM主催「SHALYRA〜vol.10〜」にて東京渋谷eggmanにて初ワンマンライブ

- 2011年
  - 2月　LYMRAM主催「SHALYRA〜vol.11〜」にて大阪心斎橋FanJ twiceワンマンライブ
  - 12月　LYMRAM主催「SHALYRA」東京/名古屋/大阪にて開催

- 2012年
  - 12月　第36回モントリオール世界映画祭出品作品　映画『僕の中のオトコの娘』の主題歌「My color」タイアップ決定
　香川 NEWレオマワールド「1万人のカウントダウンセレブレーション2012-2013」出演　w/ET-KING
  - 年間約100本　全国のライブハウスにて出演

- 2013年
  - 3月　LYMRAM主催「リムライズ〜We are the LYMRAM〜」にて大阪RUIDOワンマンライブ
  - 9月　広島 福山R.S.G野外「RiverSide Groove'13」夏フェス出演
  - 12月　2年連続　香川　NEWレオマワールド「1万人のカウントダウンセレブレーション2013-2014」出演　w/アンダーグラフ
  - 年間約100本　全国のライブハウスにて出演

- 2014年
  - 2月　1st mini ALBUM『HOLOGRAM』発売
　音楽情報サイト「BARKS NEWS」に掲載
　音楽情報誌「『LIVEL』Vol.16 4月号」の表紙/インタビュー掲載
　KTV「音エモン」にて、「MOONLIGHT」のMVが放送
  - 4月　映画『太陽からプランチャ』の挿入歌に未発表曲「message」タイアップ決定
  - 7月　NEWレオマワールドのテレビCMに「All is fair」がタイアップ決定
  - 9月　大阪 服部緑地野外音楽堂「D.B in North Osaka」夏フェス出演
　2年連続　広島 福山R.S.G野外「RiverSide Groove'14」夏フェス出演
  - 12月　NEWレオマワールドのテレビCMに「MOONLIGHT」がタイアップ決定
　3年連続　香川 NEWレオマワールド「1万人のカウントダウンセレブレーション2014-2015」出演　ｗ/SHAKARABBITS/etc..
  - 年間約100本　全国のライブハウスにて出演

## ディスコグラフィー
|            | 発売日         | タイトル        | 規格品番  | 収録曲 |
| ---------- | -------------- | --------------- | --------- | --- |
| オムニバス | 2006年2月8日   | SEA SIDE PARK 2 | HZCA-1008 | 3.ESCAPE 4.落日 |
| アルバム   | 2007年9月26日  | LYMRAM          | CCRM-6013 | 1.栄華落日 2.ゆらり 3.Go To Oh!!! 4.エスケープ 5.Lights Road 6.Innocent（Instrumental） 7.Sunny Day 8.My Precious 9.Ready or Not（piano ver.） |
| シングル   | 2009年4月13日  | www.            | STAR-0001 | 1.www.〜ずっと笑って〜 2.ボクノハナ 3.VIPLIP                                                                                                   |
| シングル   | 2009年8月15日  | いつかどこかで  | STAR-0002 | 1.いつか また。 2.Mr.SHAKER 3.LIN |
| シングル   | 2012年4月11日  | リムライズ01    | STAR-0003 | 1.サクラミチ 2.My Color（映画「僕の中のオトコの娘」エンディング曲） 3.愛しさは愛し愛しい                                                       |
| シングル   | 2012年8月5日   | リムライズ02    | STAR-0004 | 1.MOONLIGHT 2.sing a... 3.イキグルオシイ |
| シングル   | 2012年12月10日 | リムライズ01+   | STAR-0005 | 1.サクラミチ 2.My Color（映画「僕の中のオトコの娘」エンディング曲） 3.愛しさは愛し愛しい 4.ボクノハナ（新録）                                  |
| アルバム   | 2014年2月26日  | HOLOGRAM        | STAR-0006 | 1.MOONLIGHT 2.僕達の真実 3.SWITCH 4.S.T.S 5.BLACK or WHITE 6.All is fair                                                                       |

## 主な過去のライブ
- 2010年10月2日 - 東京 渋谷eggman　「SHALYRA〜vol.10〜」ワンマンライブ
- 2011年2月27日 - 大阪 心斎橋 fanj twice　「SHALYRA〜vol.11〜」ワンマンライブ
- 2011年12月2日 - 東京 渋谷RUIDO K2「SHALYRA〜vol.12〜」
- 2011年12月9日 - 愛知 名古屋sakae RAD「SHALYRA〜vol.13〜」
- 2011年12月16日 - 大阪 心斎橋fanj twice「SHALYRA〜vol.14〜」
- 2012年 8月5日 - 大阪 心斎橋RUIDO「リムライズ〜vol.1〜」
- 2012年12月31日 - 香川 NEWレオマワールド「万人のカウントダウンセレブレーション2012-2013」
- 2013年2月15日 - 大阪 心斎橋VARON「リムライズ〜vol.2〜」
- 2013年3月10日 - 大阪 大阪RUIDO「リムライズ〜We are the LYMRAM〜」ワンマンライブ
- 2013年9月6日 - 大阪 心斎橋VARON「リムライズ〜vol.3〜」
- 2013年11月29日 - 大阪 心斎橋VARON「リムライズ〜vol.4〜」
- 2013年12月31日 - 香川 NEWレオマワールド「万人のカウントダウンセレブレーション2013-2014」
- 2014年2月17日 - 大阪 なんばHatch
- 2014年3月7日 - 大阪 京橋ism「リムライズ〜vol.5〜」